# Derby (Regno Unito)
Derby (/dɑːbɪ/) è una città del Regno Unito, capoluogo della contea inglese del Derbyshire.
Dal 1997 è anche un'autorità unitaria.
Derby è situata sulla riva occidentale del fiume Derwent ai piedi delle propaggini meridionali dei monti Pennini.
Fondata dai Romani come Derventio, secoli dopo fu dapprima una piazzaforte sassone e poi danese. Divenuta una città di mercato nel XIII secolo, divenne uno dei principali epicentri della rivoluzione industriale. Nel 1717 vi sorse il Lombe's Mill, il primo setificio inglese. La vicina valle del Derwent divenne ben presto uno dei principali distretti della filatura del cotone. Sede di importanti industrie siderurgiche e ferroviarie, Derby divenne anche un centro manifatturiero grazie alla produzione di porcellane. Nei primi anni del XX secolo aprirono le prime fabbriche automobilistiche ed aeronautiche.

## Geografia
Derby sorge nell'Inghilterra centrale, lungo le rive del fiume Derwent che qui esce dalla sua vallata nei monti Pennini meridionali per entrare nella pianura del Trent. È situata a 25 ad ovest di Nottingham, a 100 km a sud-est di Manchester e a 64 km a nord-est di Birmingham.

## Etimologia
Djura-by, registrato in anglo-sassone come Deoraby cioè "Villaggio del Cervo" è una credenza popolare affermata da Tim Lambert, che scrive: "Il nome "Derby" deriva dalla parola danese "deor" che significa "insediamento del cervo". Non vi sono però prove per questa teoria. Per altri è la corruzione dell'originale Derventio romano, a sua volta derivante dal celtico Derwentiu che significa "Corso d'acqua che fuoriesce da un querceto". Il nome della città appare, tuttavia, come Darby o Darbye sulle prime mappe moderne, come quella di Speed (1610).
La ricerca moderna (2004) ha dimostrato che i Vichinghi e gli anglosassoni probabilmente coabitarono, occupando due aree di terra circondate dall'acqua, se anche la "Cronaca anglosassone" (c. 900) dice che "Derby è divisa dall'acqua ". Queste aree di terreno erano conosciute come Norþworþig ("Northworthy" = "recinto nord") e Deoraby.

## Storia
Le origini della città affondano nella preistoria, nei dintorni vi sono, specialmente nel Peak District, numerosi siti neolitici come il "Nine Ladies" risalente a circa 35000 anni prima di Cristo.
I romani costruirono il campo militare di Derventio sul precedente impianto celtico sulla riva orientale del fiume Derwent, probabilmente nel sobborgo di Little Chester, mentre il sito della vecchia fortezza romana è a Chester Green. Più tardi la città fu uno dei "Five Boroughs", ovvero le cinque città fortificate, del Danelaw. Nel 917 i danesi furono scacciati dalle truppe merciane di Etelfleda.
Nel 1206 ottenne la sua prima carta municipale.
Durante la guerra civile Derby fu una roccaforte delle truppe parlamentariste, comandate da Sir John Gell, nominato Governatore di Derby nel 1643. Queste truppe presero parte alla difesa della vicina Nottingham, all'assedio di Lichfield, alla battaglia di Hopton Heath e tanti altri scontri nel Nottinghamshire, Staffordshire e Cheshire, oltre a difendere con successo il Derbyshire contro gli eserciti realisti.
Durante l'insurrezione giacobita del 1745 l'esercito scozzese di Carlo Edoardo Stuart avanzò fino a Derby nel tentativo di conquistare il trono inglese; due giorni dopo, tuttavia, questo fu costretto a ritirarsi in Scozia.
Derby ed il Derbyshire furono uno degli epicentri della rivoluzione industriale. Nel 1717 John Lombe e George Sorocold aprirono in città il primo setificio inglese azionato da un mulino ad acqua. Nel 1755 iniziò la lavorazione della porcellana, dando il via alla nascita di una fiorente manifattura cittadina che culminerà con la fondazione della Royal Crown Derby. Nel 1759 Jedediah Strutt costruì e brevettò un'invenzione, il Derby Rib, la quale, applicata al telaio tessile, rivoluzionò l'industria delle calze.
Negli anni successivi, l'impiego della macchina filatrice con mulino ad acqua di Richard Arkwright, impiegata per la prima volta nel Derbyshire, diede ulteriore impulso allo sviluppo dell'industria tessile. Nel 1840 la North Midland Company aprì a Derby, che l'anno precedente era stata raggiunta dalla ferrovia, le sue officine per le locomotive. Quattro anni dopo la Midland Railway scelse la città, diventata un cruciale snodo ferroviario, come sede del suo quartier generale. 
Nel 1907 aprì i battenti la fabbrica di automobili e aeroplani della Rolls-Royce. Durante la prima guerra mondiale, nel 1916, fu bombardata da un dirigibile Zeppelin tedesco. Nel primo dopoguerra le abitazioni fatiscenti del centro vennero demolite ed i suoi inquilini furono ricollocati in case popolari costruite nella periferia. Il 7 giugno 1977, in occasione del giubileo d'argento di Elisabetta II Derby ottenne lo status di city.

## Monumenti e luoghi d'interesse
- Cattedrale di Derby, ricostruita in stile neoclassico nel XVIII secolo da James Gibbs, conserva l'originale campanile della prima metà del '500.
- Cathedral Quarter

## Cultura

### Istruzione

#### Biblioteche
La Derby Central Library è la principale biblioteca della città ed è ospitata all'interno di un edificio in stile neogotico inglese costruito nel 1879 dall'architetto Richard Knill Freeman su mandato del filantropo Michael Thomas Bass.

#### Musei
La Derby Museum and Art Gallery custodisce al suo interno una serie di collezioni; tra le più importanti quella dei dipinti di Joseph Wright of Derby e quella delle porcellane della Royal Derby Crown. Il Derby Industrial Museum, situato all'interno del Lombe's Mill, ricostruisce il passato industriale della città.

#### Università
La città è sede dell'università di Derby, fondata nel 1992.

## Geografia antropica

### Distretti
| Distretti  | Località                                                                                                   |
| ---------- | --- |
| Abbey      | California, Normanton e Stockbrook                                                                         |
| Allestree  | Allestree e Markeaton                                                                                      |
| Alvaston   | Allenton, Alvaston, Crewton, Litchurch, Pride Park e Wilmorton                                             |
| Arboretum  | City Centre, Pear Tree e Rose Hill                                                                         |
| Blagreaves | Littleover e Sunny Hill                                                                                    |
| Boulton    | Allenton e Boulton                                                                                         |
| Chaddesden | Chaddesden (borgo antico)                                                                                  |
| Chellaston | Chellaston e Shelton Lock                                                                                  |
| Darley     | Darley Abbey, Five Lamps, Little Chester (nota anche Chester Green), Strutt's Park, Six Streets e West End |
| Derwent    | Breadsall Hilltop, Chaddesden e Derwent Heights                                                            |
| Littleover | Heatherton Village e Littleover                                                                            |
| Mackworth  | Mackworth, Morley Estate e New Zealand                                                                     |
| Mickleover | Mickleover                                                                                                 |
| Normanton  | Normanton e Austin Estate                                                                                  |
| Oakwood    | Oakwood, Chaddesden                                                                                        |
| Sinfin     | Osmaston, Sinfin e Stenson Fields                                                                          |
| Spondon    | Spondon |

## Infrastrutture e trasporti

### Strade
La principale via d'accesso alla città è l'autostrada M1.

### Ferrovie
La stazione di Derby, importante snodo della rete ferroviaria inglese, fu aperta al traffico nel 1839 ed è gestita dalla East Midlands Trains.

### Aeroporti
La città è servita dall'Aeroporto di East Midlands, situato 23,5 km a sud-est.

## Sport
La squadra cittadina di calcio è il Derby County, fondata nel 1884, la quale vanta nella sua bacheca due campionati inglesi ed una coppa d'Inghilterra. Gioca le sue partite al Pride Park Stadium, anche noto come iPro Stadium, dal 1997, anno in cui fu chiuso il vecchio Baseball Ground.